# Oude Ngok Wongtempel van Causeway Bay
Oude Ngok Wongtempel van Causeway Bay is een daoïstische tempel die gewijd is aan de volksheld Yue Fei. Voor zijn grote daden voor het Chinese volk werd hij door de bevolking vergoddelijkt en vereerd in de Chinese volksreligie. De tempel ligt in Oost-Causeway Bay in Hongkong.

## Geschiedenis
De tempel bestond al voor de Tweede Wereldoorlog. Toentertijd was het een gebouw op een verhoogd voetstuk langs de weg. Later werd de straat vernieuwd, waardoor men een muur om de tempel ging bouwen en een poort. Dit was vooral om diefstal te voorkomen. De poort is van cement gemaakt en gebouwd in westerse stijl. De tempel werd tot de jaren tachtig door vele politieagenten van het politiebureau van Causeway Bay bezocht. In de jaren tachtig ging het politiebureau van Causeway Bay op in het politiebureau van North Point. De agenten bezochten de tempel om te bidden bij Yue Fei om strijdkracht. Yue Fei staat bekend om zijn trouw aan het vaderland. Op de verjaardag van Yue Fei kwamen vroeger zeer veel agenten van het politiebureau van Causeweay Bay naar de tempel om wierook te branden voor hun idool.